# Johannes Alanus
Johannes Alanus, né à une date inconnue et mort en 1373, est un compositeur anglais auteur du motet Sub arturo plebs/Fons citharizancium/In omnem terram. Les chansons Min frow, min frow et Min herze wil all zit frowen pflegen, toutes deux des lieds, et S'en vos por moy pitié ne truis, un virelai lui sont aussi attribuées. O amicus/Precursoris, simplement attribué à « Johannes », est peut-être l’œuvre du même compositeur.

## Identité
Comme avec de nombreux compositeurs médiévaux, il existe une certaine confusion quant à l'identité d'Alanus. Un autre compositeur nommé Aleyn est représenté dans le manuscrit Old Hall. Le compositeur de Sub Arturo plebs, est identifié du nom Jo.Alani et désigne J.Alani Minimus. Il a été identifié comme le dominus Johannes Aleyn (ou John Aleyn), chapelain de la chapelle d'Édouard III et plus tard chanoine de la chapelle Saint-Georges du château de Windsor de 1362 jusqu'à sa mort en 1373. Il a reçu de nombreuses autres faveurs qui indiquent une protection royale, probablement de la reine Philippa de Hainaut.

## Sub Arturo plebs

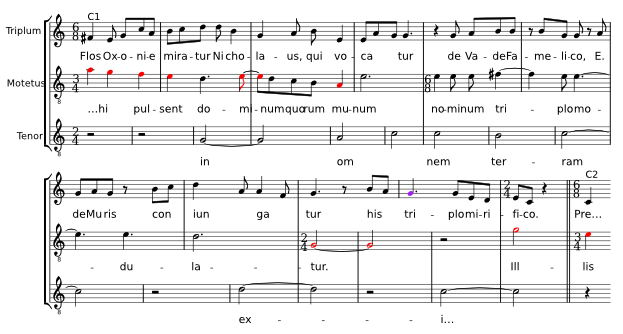
Part C1 (première unité rythmique de la troisième répétition diminuée du ténor du motet isorythmique Sub arturo plebs - Fons citharizantium - In omnem terram, de Johannes Alanus, XIVe siècle). D’après les éditions de Margaret Bent et U. Günther.

Sub Arturo plebs/Fons citharizancium/In omnem terram est un motet ars nova en notation mesurée avec un texte différent pour chaque voix. On le trouve dans le Codex Chantilly. Le triplum, ou troisième voix, chante un texte qui nomme 14 musiciens. Ces mentions, dans quelques cas, sont les seules références existantes à ces musiciens alors actifs. Brian Trowell a identifié avec des maisons royales un grand nombre de ceux qui sont nommés. Un important débat a eu lieu quant à la datation de ce motet. La plus ancienne date suppose qu'il a été écrit pour la création en 1349 de l'ordre de la Jarretière, date suggérée par Trowell. Roger Bowers suggère que la liste des musiciens comprend des musiciens qui n'étaient plus actifs au moment de la composition. Margaret Bent et d'autres plaident pour une date ultérieure en raison du style de la musique elle-même, qui comprend une structure complexe avec trois niveaux de diminution et un chevauchement rythmique. Cette dernière datation cependant, ne concorde pas avec la théorie selon laquelle le compositeur est le même que le chapelain Johannes Alwyn. Une certaine date antérieure à 1370 pour cette œuvre conduirait à un changement dans les idées reçues sur le style datant du milieu du XIVe siècle.

### Compositeurs mentionnés
Tous les musiciens identifiés étaient actifs à la chapelle royale anglaise entre 1340 et 1405 ou à la chapelle d'Édouard, le prince noir. Ci-dessous figurent les noms de quelques-uns des musiciens cités dans Sub Arturo plebs avec leurs possibles autres noms.
- Richard Blich, peut-être Richard Blithe
- J. Oxonia, peut-être J. Excetre
- G. Martini peut-être Martyn ou Gilbert Martyn
- J. de Alto Bosco, peut-être John Hanboys
- Edmundus de Buria, peut-être Edmund
- J. de Corbe ou John de Corby